# サバンナのハイエナ
サバンナのハイエナは、「週刊ヤングマガジン」（講談社）にかつて連載されたハロルド作石作の漫画である。

## 概要
サバンナを舞台とした、アラビア風にした西遊記のような作品。
ヤングマガジン1994年の15号から連載が始まったが、同年の29号で打ち切りになる。連載終了時の作者の巻末コメントには「勉強不足ですいませんでした」というような言葉が残されていた。
なお、この作品はコミックになっておらず、当時掲載されているヤングマガジンは高値で取引されている。